# État néo-inca de Vilcabamba
1537–1572
Entités précédentes :
- Empire inca

Entités suivantes :
- Vice-royauté du Pérou

L’État néo-inca de Vilcabamba, également appelé royaume inca de Vilcabamba, est le dernier État inca. Il fut créé au moment de la conquête espagnole du Pérou et à la chute de l'Empire inca.
Localisé autour de la ville de Vilcabamba dans les Andes, il incarna la dernière résistance inca face aux conquistadors.

## Histoire

### Retrait vers Vilcabamba
La région de Vilcabamba faisait partie de l'Empire inca depuis le règne de Pachacuti (1438–1471). Lors de la conquête espagnole du Pérou, Topa Hualpa était un souverain fantoche mis en place par Francisco Pizarro. Après sa mort, Manco Capac II (ou Manco Inca) s'allia aux Espagnols de Pizarro et fut reconnu par le peuple inca. Manco Inca rejoignit ensuite Almagro et Hernando de Soto à la poursuite du général inca Quizquiz.
Lorsque Pizarro quitta Cuzco pour Lima et qu'Almagro partit mener une expédition au Chili, la ville était occupé par Gonzalo Pizarro et Juan Pizarro et par une garnison de quatre-vingt-dix hommes. Manco Inca, maltraité par les frères Pizarro, tenta de s'échapper en 1535. Capturé, il est par la suite emprisonné avant de s'échapper une seconde fois. Il réunit alors une armée de 100 000 guerriers incas et assiégea Cuzco en 1536. Après dix mois de siège, Manco se retira dans la forteresse d'Ollantaytambo et remporta la bataille d'Ollantaytambo.
Durant le siège les Incas ont pu vaincre quatre expéditions de secours envoyées par Francisco Pizarro depuis Lima. Cela a entraîné la mort de près de 500 soldats espagnols. Cependant, avec la consolidation de la position des Espagnols grâce aux renforts d'Almagro, Manco Inca décida de se retirer d'Ollantaytambo, trop proche de Cuzco pour être tenable. Abandonnant les hauts plateaux de l'Empire, Manco Inca se retira à Vitcos puis finalement dans les jungles reculées de Vilcabamba.

### Coexistence avec les Espagnols
À Vilcabamba, Manco refonda un État. Vilcabamba en devint la capitale (jusqu'à la mort de son fils Túpac Amaru en 1572). À partir de ce moment-là, il poursuivit ses attaques contre les Huancas (l'un des alliés les plus importants des Espagnols). Néanmoins après plusieurs succès sur les hauts plateaux de la Bolivie actuelle, son armée fut vaincue. Manco fut assassiné en 1544 par des partisans de Diego de Almagro qui avaient précédemment assassiné Francisco Pizarro et qui se cachaient sous la protection de Manco. Ceux-ci seront à leur tour exécutés par les soldats de Manco.
Le fils de Manco était Sayri Tupac. Âgé de cinq ans, il devint Inca et règna pendant dix ans avec l'aide de régents. Ce fut une période de paix avec les Espagnols. Le vice-roi Pedro de la Gasca a proposé de fournir à Sayri Tupac des terres et des maisons à Cuzco s’il sortait de Vilcabamba. Sayri Túpac a accepté, mais pendant les préparatifs son oncle, Paullu Inca, décéda subitement. Cela était perçu comme un mauvais présage (ou un signe de trahison espagnole) et Sayri Tupac est resté à Vilcabamba. Il meurt subitement en 1561 et son demi-frère Titu Kusi Yupanqui prend le contrôle de Vilcabamba et de la résistance inca. Pendant son règne à Vilcabamba, le gouverneur général provisoire Lope Garcia de Castro tenta de négocier avec lui. Les négociations portaient sur le départ de Titu Kusi de Vilcabamba et l'acceptation d'une pension de la Couronne espagnole. Vers 1568, Titi Kusi fut baptisé dans l’Eglise catholique romaine par Diego de Castro.
Túpac Amaru devint le dirigeant inca après la mort subite de Titu Kusi en 1571. Les Espagnols ignorant le décès de l'ancien Inca avaient envoyé deux ambassadeurs pour poursuivre les négociations en cours. Ayant tous deux été tués à la frontière par un capitaine inca, le nouveau vice-roi Francisco de Toledo, comte d'Oropesa obtient la justification d'attaquer et de conquérir Vilcabamba. Il déclara la guerre à l'État inca le 14 avril 1572.

### La dernière guerre
Deux semaines plus tard, un petit groupe de soldats espagnols s'empara d’un pont essentiel, auprès duquel Toledo rassembla son armée. Le 1er juin, le premier combat eut lieu dans la vallée de Vilcabamba. Les Incas tentent à plusieurs reprises de faire lever le siège des Espagnols mais sans succès. Le 23 juin, la forteresse de Huayna Pucará est soumise aux tirs d'artillerie espagnole. L'armée inca en retraite a choisi d'abandonner sa dernière ville et de se diriger vers la jungle pour se regrouper. Le 24 juin, les Espagnols entrent dans Vilcabamba, la trouvant déserte. La ville est entièrement détruite. Túpac Amaru s'étant réfugié dans la jungle pour continuer la lutte est finalement capturé et exécuté par les Espagnols le 24 septembre 1572.

## Dirigeants
- 1533-1545 : Manco Inca
- 1545-1560 : Sayri Tupac
- 1560-1571 : Titu Kusi Yupanqui
- 1571-1572 : Tupac Amaru

## Utilisation d'armes européennes
Il a fallu environ deux décennies aux Incas pour combler le fossé technologique avec les Espagnols. Dès 1537, lorsque le roi Manco Inca les vainquit à Pilcosuni, ils eurent en leur possession des armes espagnoles modernes, notamment des arquebuses, de l'artillerie et des arbalètes. En 1538, Manco Inca fut connu pour être assez habile pour monter à cheval au combat. Au début des années 1540, plusieurs réfugiés espagnols apprendront aux guerriers incas à utiliser les armes espagnoles. Dans les années 1560, il fut constaté que de nombreux Incas avaient développé une habileté considérable dans l'utilisation d'arquebuses et dans l'équitation.